# Linnaemya crosskeyi
Linnaemya crosskeyi là một loài ruồi trong họ Tachinidae.